# Chiesa cattolica a Saint Vincent e Grenadine
La Chiesa cattolica a Saint Vincent e Grenadine è parte della Chiesa cattolica in comunione con il vescovo di Roma, il papa.

## Organizzazione ecclesiastica
Lo stato di Saint Vincent e Grenadine comprende l'isola di Saint Vincent e parte dell'arcipelago delle Grenadine. Il cattolicesimo costituisce la terza confessione religiosa del paese, dopo l'anglicanesimo ed il metodismo.
Il 23 ottobre 1989 è stata eretta la diocesi di Kingstown con la bolla Diligenter iamdiu di papa Giovanni Paolo II, in seguito alla divisione della diocesi di Bridgetown-Kingstown, da cui ha tratto origine anche la diocesi di Bridgetown.
La diocesi di Kingstown è l'unica circoscrizione ecclesiastica del Paese. Essa comprende 7 parrocchie, di cui 3 nell'isola di Saint Vincent e le altre nelle Grenadine. È suffraganea dell'arcidiocesi di Castries.
L'episcopato locale è membro di diritto della Conferenza episcopale delle Antille.

## Nunziatura apostolica
La nunziatura apostolica di Saint Vincent e Grenadine è stata istituita il 17 aprile 1990 con il breve Universalis per terras di papa Giovanni Paolo II, separandola dalla delegazione apostolica nelle Antille. Il nunzio risiede a Port of Spain, in Trinidad e Tobago.

### Nunzi apostolici
- Eugenio Sbarbaro (7 febbraio 1991 - 26 aprile 2000 nominato nunzio apostolico di Serbia e Montenegro)
- Emil Paul Tscherrig (8 luglio 2000 - 22 maggio 2004 nominato nunzio apostolico di Corea)
- Thomas Edward Gullickson (2 ottobre 2004 - 21 maggio 2011 nominato nunzio apostolico di Ucraina)
- Nicola Girasoli (29 ottobre 2011 - 16 giugno 2017 nominato nunzio apostolico in Perù)
- Fortunatus Nwachukwu (4 novembre 2017 - 17 dicembre 2021 nominato osservatore permanente della Santa Sede presso l'Ufficio delle Nazioni Unite ed Istituzioni specializzate a Ginevra e l'Organizzazione mondiale del commercio e rappresentante della Santa Sede presso l'Organizzazione internazionale per le migrazioni)
- Santiago De Wit Guzmán, dal 30 luglio 2022